# Hallenradsport-Weltmeisterschaften 2015
Die Hallenradsport-Weltmeisterschaften 2015 fanden vom 20. bis 22. November 2015 in Johor Bahru in Malaysia statt.
Es werden Wettkämpfe im Radball und Kunstradfahren ausgetragen.
Mit vier Goldmedaillen war Deutschland die erfolgreichste Nation, welche die Wettbewerbe im Zweierkunstradfahren der Frauen und Einer- sowie Zweierkunstradfahren der Männer gewinnen konnte.
Österreich holte sich die Goldmedaille im Radball und erstmals auch im Einererkunstradfahren der Frauen.

## Organisation
Vom Radsportweltverband Internationalen Radsport-Verband (UCI) werden seit 1956 Hallenradsport-Weltmeisterschaften organisiert – Radball-Weltmeisterschaften bereits seit 1930.
Die Austragung der Hallenrad-Weltmeisterschaft 2015 in Malaysia war ursprünglich in Melaka geplant und wurde ohne weitere Angabe von Gründen nach Johor Bahru verlegt. Die Titelkämpfe vom 20. bis 22. November fanden somit rund 215 Kilometer weiter südöstlich statt, nahe der Grenze zu Singapur im Perbandaran Pasir Gudang Indoor Stadium.

## Radball
Es wurde ein 2er-Teamwettkampf bei den Herren durchgeführt.

### Modus
Das Turnier umfasst zwei Gruppen: Gruppe A mit den sechs stärksten Nationen des Vorjahres und die Gruppen B mit sieben schwächeren Mannschaften.
In beiden Gruppen gab es jeweils eine Runde, in der alle einmal gegen alle spielten. In der Zwischenrunde der Gruppe-A-Teams trifft die zweitplatzierte Mannschaft der Vorrunde auf die fünftplatzierte und die dritt- auf die viertplatzierte.
Die beiden Sieger dieser Zwischenrunde und der Sieger der Vorrunde qualifizieren sich für die Halbfinale.

Im ersten Halbfinale trifft der Sieger der Vorrunde auf den Sieger aus dem Spiel zwischen dem zweit- und fünftplatzierten.
Der Verlierer dieses Spiels muss in einem zweiten Halbfinale gegen den Sieger aus dem Spiel zwischen dem dritt- und viertplatzierten antreten. Die beiden Sieger aus den Halbfinalen spielen schließlich im Finalspiel den Weltmeister aus.
Der Sieger der Gruppe B tritt schließlich gegen den Tabellensechsten der Gruppe A um den Aufstieg respektive Verbleib in Gruppe A an.

### Gruppe A

#### Vorrunde
| Rang | Team        | Schweiz | Osterreich | Deutschland | Frankreich | Belgien | Tschechien | S | U | N | Tore    | Punkte |
| ---- | ----------- | ------- | ---------- | ----------- | ---------- | ------- | ---------- | - | - | - | ------- | ------ |
| 1.   | Schweiz     |         | 6:1        | 3:1         | 5:0        | 7:1     | 8:2        | 5 | 0 | 0 | 29 : 5  | 15     |
| 2.   | Österreich  | 1:6     |            | 3:0         | 5:1        | 7:5     | 8:3        | 4 | 0 | 1 | 24 : 15 | 12     |
| 3.   | Deutschland | 1:3     | 0:3        |             | 4:0        | 5:1     | 6:1        | 3 | 0 | 2 | 16 : 8  | 9      |
| 4.   | Frankreich  | 0:5     | 1:5        | 0:4         |            | 1:1     | 5:2        | 1 | 1 | 3 | 7 : 17  | 4      |
| 5.   | Belgien     | 1:7     | 5:7        | 1:5         | 1:1        |         | 2:2        | 0 | 2 | 3 | 10 : 22 | 2      |
| 6.   | Tschechien  | 2:8     | 3:8        | 1:6         | 2:5        | 2:2     |            | 0 | 1 | 4 | 10 : 29 | 1      |

#### Finalrunde
|  | 2. Runde | 2. Runde    | 2. Runde |  |  | 3. Runde   | 3. Runde    | 3. Runde |  |  | Halbfinale | Halbfinale  | Halbfinale |  |                  | Finale           | Finale           | Finale |
|  |          |             |          |  |  |            |             |          |  |  |            |             |            |  |                  |                  |                  |        |
|  | Spiel 1  |             |          |  |  |            |             |          |  |  |            |             |            |  |                  |                  |                  |        |
|  | 2        | Österreich  | 7        |  |  |            |             |          |  |  |            |             |            |  |                  |                  |                  |        |
|  | 5        | Belgien     | 5        |  |  |            |             |          |  |  |            |             |            |  |                  |                  |                  |        |
|  |          |             |          |  |  | Österreich | 6           |          |  |  |            |             |            |  |                  |                  |                  |        |
|  | Spiel 2  | Spiel 2     | Spiel 2  |  |  | Frankreich | 1           |          |  |  |            |             |            |  |                  |                  |                  |        |
|  | 3        | Deutschland | 34       |  |  |            |             |          |  |  |            |             |            |  |                  |                  |                  |        |
|  | 4        | Frankreich  | 35       |  |  |            |             |          |  |  |            |             |            |  |                  | Österreich       | 5                |        |
|  |          |             |          |  |  |            |             |          |  |  |            |             |            |  |                  | Schweiz          | 4                |        |
|  |          |             |          |  |  | V1         | Belgien     | 3        |  |  |            |             |            |  |                  |                  |                  |        |
|  |          |             |          |  |  | V2         | Deutschland | 5        |  |  |            | Deutschland | 1          |  | Spiel um Platz 3 | Spiel um Platz 3 | Spiel um Platz 3 |        |
|  |          |             |          |  |  |            |             |          |  |  | 1          | Schweiz     | 2          |  |                  |                  | Frankreich       | 23     |
|  |          |             |          |  |  |            |             |          |  |  |            |             |            |  |                  |                  | Deutschland      | 2      |

Endstand
| Rang | Land        | Spieler           | Spieler         |
| ---- | ----------- | ----------------- | --------------- |
| 1.   | Österreich  | Patrick Schnetzer | Markus Bröll    |
| 2.   | Schweiz     | Dominik Planzer   | Roman Schneider |
| 3.   | Frankreich  | Quentin Seyfried  | Benjamin Meyer  |
| 4.   | Deutschland | Roman Müller      | Jens Krichbaum  |
| 5.   | Belgien     | Christoph Baudu   | Peter Martens   |
| 6.   | Tschechien  | Jiří Hrdlička     | Pavel Loskot    |

Die beiden Österreicher Markus Bröll und Patrick Schnetzer sicherten sich ihren dritten WM-Titel in Folge.

### Auf-Abstiegsspiel Gruppe A/B
Tschechien konnte den Ligaerhalt erfolgreich verteidigen.
 Tschechien –  Spanien 5 : 1

### Gruppe B
| Rang | Land     | Spieler            | Spieler         |
| ---- | -------- | ------------------ | --------------- |
| 1.   | Spanien  | Florencio Monge    | Marcel Chaves   |
| 2.   | Japan    | Yosuke Murakami    | Koji Okajima    |
| 3.   | Hongkong | Wing Tai Ho        | Chun Hin Kwan   |
| 4.   | Malaysia | Dahalan Mohd Zikri | Nordin Abas Abu |
| 6.   | Kanada   | Jean Saucier       | Luke Lauzon     |
| 7.   | Slowakei | Attila Hanko       | Robert Jakab    |

## Kunstradfahren
Es werden Wettkämpfe im 1er- 2er- und 4er-Kunstradfahren der Damen, im 1er-Kunstradfahren der Herren und 2er-Kunstradfahren in einer offenen Klasse durchgeführt.

### Modus
Jeder Teilnehmer bzw. jedes Team hat eine Kür zu fahren.
Diese dauert maximal sechs Minuten und beinhaltet bei den Einzelstartern 28 und bei den Duos 22 verschiedene Elemente mit je einer gewissen Schwierigkeitsstufe, die mit der Grundpunktzahl addiert als Basis für die Bewertung dienen (eingereichte Punkte). Das Endresultat ergibt sich nach Abzug der Fehlerpunkte (ausgefahrene Punkte).

### Frauen

#### Einer
Es gingen hier 16 Frauen aus 13 Nationen an den Start und am 21. November konnte sich die  21-jährige Adriana Mathis als erste Österreicherin die Goldmedaille sichern.
Medaillengewinner
| Rang | Land        | Fahrerin          | einger. | ausgef. |
| ---- | ----------- | ----------------- | ------- | ------- |
| 1.   | Österreich  | Adriana Mathis    | 180.60  | 172.56  |
| 2.   | Slowakei    | Nicole Frýbortová | 180.50  | 168.53  |
| 3.   | Deutschland | Lisa Hattemer     | 186.30  | 165.48  |
| 4.   | Deutschland | Viola Brand       | 184.10  | 153.14  |

#### Zweier
Es gingen hier 10 Frauen aus 6 Nationen an den Start.
Die deutschen Schwestern Nadja und Julia Thürmer konnten sich in der Finalrunde den Sieg sichern.
Medaillengewinner
| Rang | Land        | Fahrerin 1      | Fahrerin 2      | einger. | ausgef. |
| ---- | ----------- | --------------- | --------------- | ------- | ------- |
| 1.   | Deutschland | Nadja Thürmer   | Julia Thürmer   | 165.70  | 155.98  |
| 2.   | Deutschland | Lena Bringsken  | Lisa Bringsken  | 143.40  | 132.87  |
| 3.   | Schweiz     | Fabienne Gamper | Rahel Nägele    | 116.70  | 111.13  |
| 4.   | Österreich  | Nadine Mörth    | Katharina Kühne | 124.80  | 110.03  |

#### 4er Team
Das Teilnehmerfeld bestand aus vier Teams und die Entscheidung wurde am 21. November 2015 ausgefahren.
Medaillengewinner
| Rang | Land        | Fahrerinnen                                                       | einger. | ausgef. |
| ---- | ----------- | ----------------------------------------------------------------- | ------- | ------- |
| 1.   | Deutschland | Katharina Gülich Ramona Ressel Michaela Schweiger Christina Posch | 234,20  | 202,81  |
| 2.   | Schweiz     | Céline Burlet Flavia Zuber Melanie Schmid Jennifer Schmid         | 235.40  | 165.04  |
| 3.   | Slowakei    | Alica-Bagita Vinczeova Aniko Molnar Viktoria Glofakova Dora Szabo | 199.50  | 159.47  |

### Männer Einer
Es gingen hier 21 Männer aus 13 Nationen an den Start.
Medaillengewinner
| Rang | Land        | Fahrer              | einger. | ausgef. |
| ---- | ----------- | ------------------- | ------- | ------- |
| 1.   | Deutschland | Michael Niedermeier | 210.50  | 197.86  |
| 2.   | Deutschland | Simon Puls          | 203.60  | 182.85  |
| 3.   | Hongkong    | Chin To Wong        | 186.00  | 166.08  |

### Pair Open
Es gingen 13 Paare an den Start und zum dritten Mal in Folge holten sich die Brüder André und Benedikt Bugner den Weltmeister-Titel im Zweier der Offenen Klasse.
Medaillengewinner
| Rang | Land        | Fahrer 1               | Fahrer 2        | einger. | ausgef. |
| ---- | ----------- | ---------------------- | --------------- | ------- | ------- |
| 1.   | Deutschland | André Bugner           | Benedikt Bugner | 171.40  | 156.69  |
| 2.   | Deutschland | Stefanie Dietrich      | Robert Schmidt  | 149.10  | 133.89  |
| 3.   | Schweiz     | Fabienne Hammerschmidt | Lukas Burri     | 136.20  | 124.38  |